# Fünfzehen-Zwergspringmaus
Die Fünfzehen-Zwergspringmaus (Cardiocranius paradoxus) ist ein wenig bekanntes Nagetier, das in Teilen Kasachstans, Tuwas, der Mongolei und Xinjiangs lebt.
Diese Springmaus hat eine Kopfrumpflänge von 5 bis 7 cm, der Schwanz ist etwas länger als der Körper.  Das Fell ist oberseits grau und unterseits weiß gefärbt. Der Schwanz ist an der Basis sehr dünn, verdickt sich dann aber plötzlich, als wäre er eingeschnürt. Neben diesem ungewöhnlichen Schwanz hat diese Springmaus noch eine Anzahl weiterer Merkmale, die sie klar von anderen Arten der Familie abgrenzen: der Knochenbau der Hinterfüße; die Anzahl von fünf Zehen, von denen die innerste stark verkürzt ist; die extrem kleinen Ohren; der herzförmige Schädel (daher der wissenschaftliche Name Cardiocranius).
Das Habitat der Fünfzehen-Zwergspringmaus sind felsige Wüsten. Hier gehen sie nachts auf die Suche nach ihrer pflanzlichen Nahrung, vor allem Samen.